# Francesco Graziani
Francesco Graziani (ur. 16 grudnia 1952 w Subiaco) – włoski trener i piłkarz, napastnik. Mistrz świata z roku 1982.

## Kariera klubowa
Karierę zaczynał w A.C. Arezzo. W latach 1973–1981 był piłkarzem Torino FC. W 1976 zdobył z klubem mistrzostwo Włoch, a w roku następnym został królem strzelców Serie A. Od 1981 przez dwa sezony był zawodnikiem Fiorentiny, w 1983 odszedł do Romy. Z rzymskim zespołem dwukrotnie wywalczył Puchar Włoch (1984, 1986) oraz dotarł do finału Pucharu Europy (1984). Następnie grał w Udinese Calcio (1986–1988), a jego ostatnią drużyną w karierze była australijska APIA Leichhardt, gdzie w 1988 roku zakończył karierę. Łącznie w Serie A rozegrał 353 spotkania i strzelił 130 goli.

## Kariera reprezentacyjna
W reprezentacji Italii zagrał 64 razy i strzelił 23 bramki. Debiutował w 1975, ostatni mecz rozegrał w 1983. Brał udział w MŚ 78 i ME 80. Podczas MŚ 82 był zawodnikiem podstawowej jedenastki, zagrał we wszystkich meczach Włochów i zdobył jedną bramkę. W finale opuścił boisku – z powodu kontuzji – już po siedmiu minutach, zastąpił go Alessandro Altobelli.

## Kariera trenerska
Po zakończeniu kariery piłkarskiej pracował jako trener. Prowadził m.in. Fiorentinę i Regginę.